# Geografia Bangladeszu

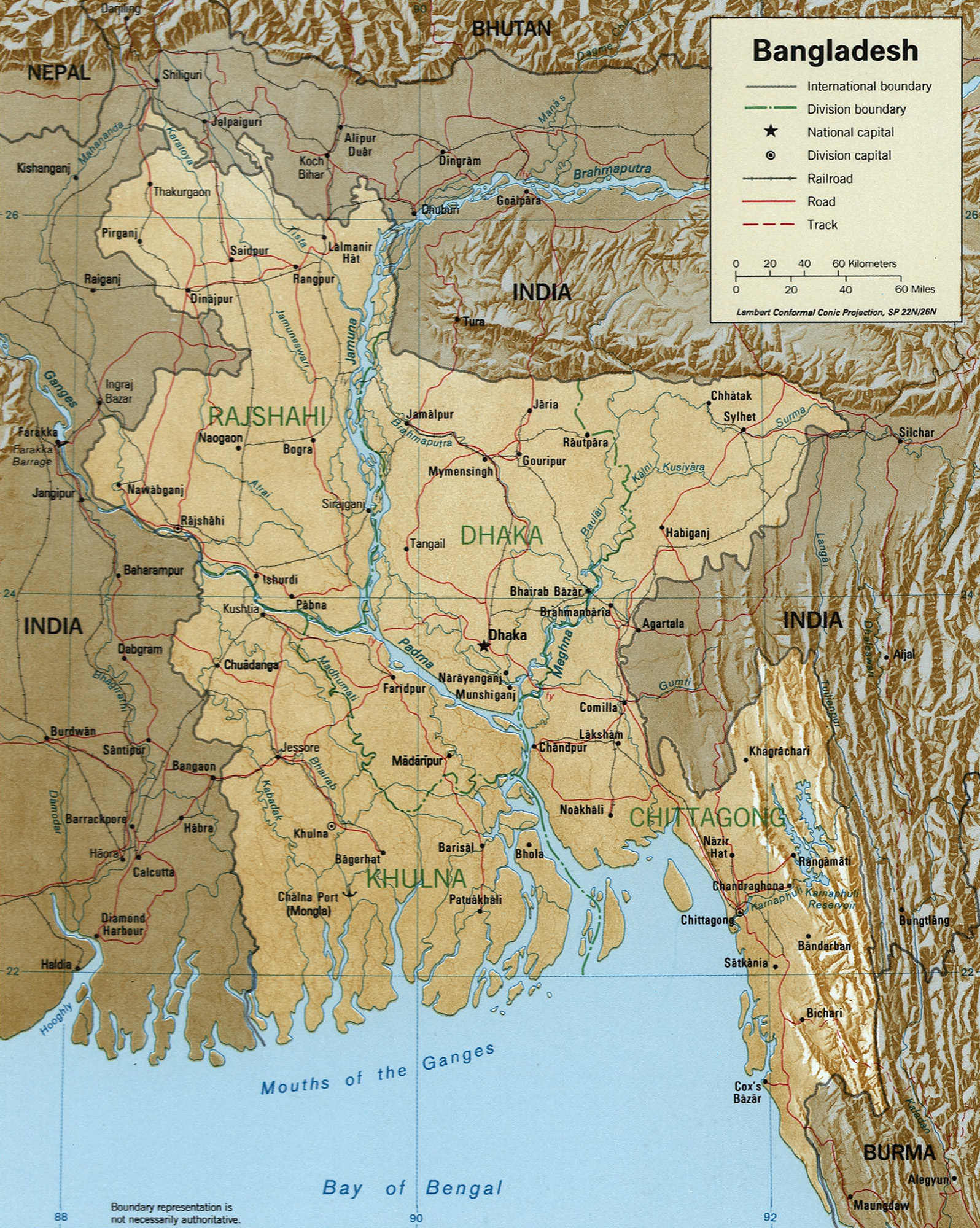
Mapa Bangladeszu

Bangladesz – małe państwo położone w Azji Południowej nad Zatoką Bengalską (Ocean Indyjski). Bangladesz jest jednym z najmłodszych krajów Azji, ponieważ uzyskał niepodległość w 1971 roku. Ten w większości muzułmański kraj jest jednym z najuboższych państw świata.

## Powierzchnia i granice
Powierzchnia – 147 570 km²
Skrajne punkty – północny 26°45′N, południowy 20°30′N, zachodni 88°00′E, wschodni 92°56′E. Rozciągłość południkowa wynosi 820 km, a równoleżnikowa 600 km. Przeciętna szerokość kraju wynosi około 240 km, natomiast długość około 500 km.
Bangladesz graniczy z następującymi państwami:

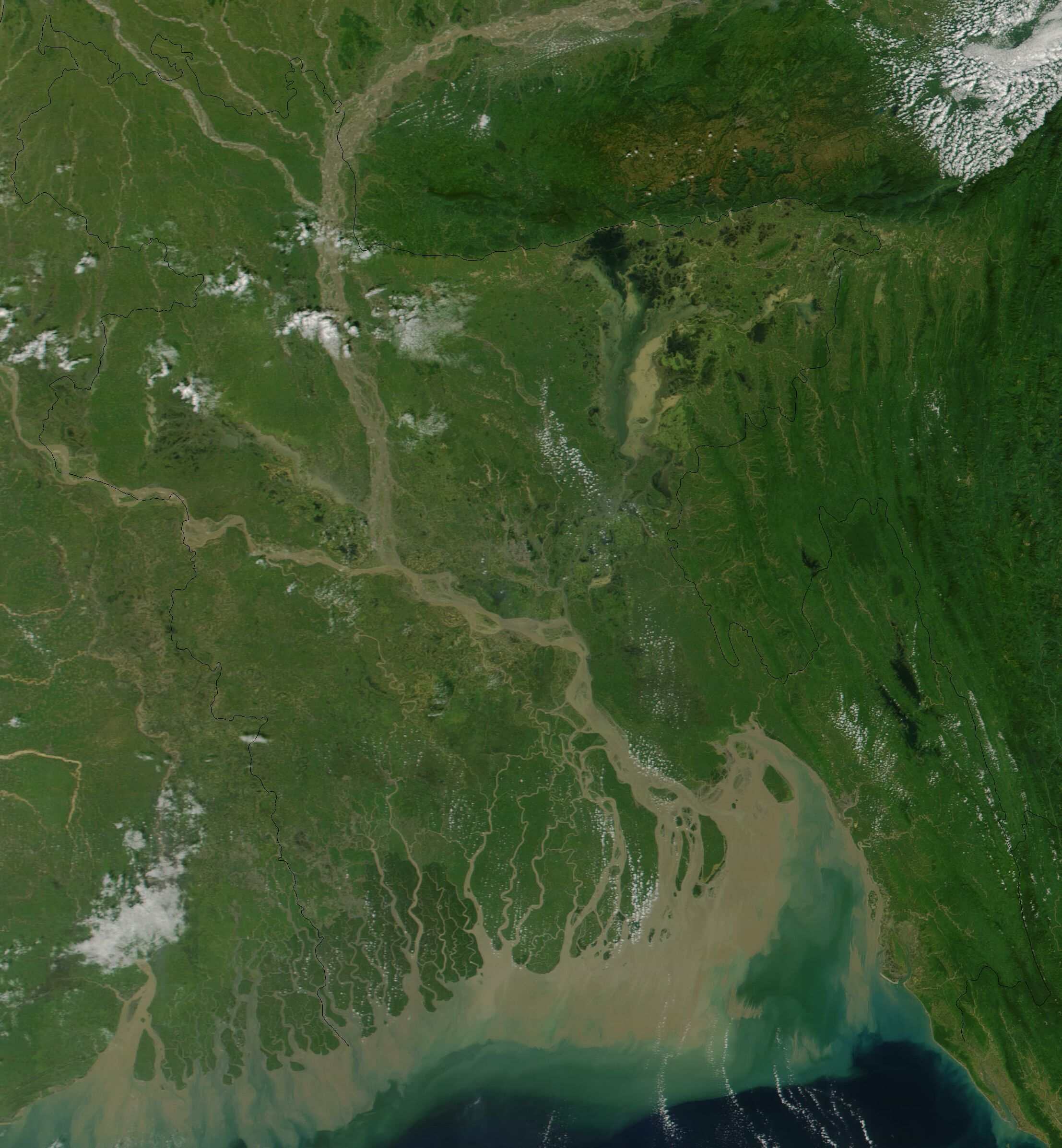
Bangladesz widziany z kosmosu

- Indie – 4053 km
- Mjanma – 193 km

Linia brzegowa – 580 km.

## Budowa geologiczna i rzeźba
Bangladesz jest krajem wybitnie nizinnym, który zajmuje obszar wspólnej delty Gangesu, Brahmaputry i Meghny. Obszar kraju stanowi zapadlisko tektoniczne leżące na skraju prekambryjskiej platformy Dekanu. Obecnie obszar kraju zajmuje płaska Nizina Gangesu, która rozciąga się w kierunku północno-zachodnim na terytorium północnych Indii. Jest ona na obszarze Bangladeszu prawie w całości pokryta drobnoziarnistymi i gruboziarnistymi piaskami, mułami, iłami, a u podnóża gór obszar pokryty jest żwirem.
Bangladesz zajmuje wschodnią część aluwialnej Niziny Hindustańskiej, zwanej Niziną Bengalską. Przeciętna wysokość nad poziomem morza wynosi około 50 m. Obszary południowe, nadbrzeżne to tereny gdzie wysokość ta waha się od 1 do 30 m n.p.m. Obszary na północy kraju to wysokości od 30 do 60 m n.p.m. Region północno-zachodni (równina podgórska) to tereny leżące na wysokości od 50 do 80 m n.p.m. Jedynie obszary leżące w południowo-wschodniej części kraju to obszar o średnie wysokości od 500 do 600 m n.p.m.
Kraj dzieli się na trzy regiony fizycznogeograficzne. Pierwszym z nich jest aluwialna nizina, która dzieli się na podgórską (kilkadziesiąt kilometrów od łańcucha Himalajów), zalewową, deltową, pływową oraz nadbrzeżną. Pomijając wspomnianą wyżej równię podgórską, równina zalewowa jest obszarem pod względem urzeźbienia najbardziej rozległym i urozmaiconym. Jest to teren wybitnie nizinny. Równina deltowa to teren zbudowany z osadów rzecznych i morskich, poprzecina jest licznymi ramionami rzek Gangesu i Brahmaputry. Teren jeszcze bardziej nizinny niż równina zalewowa (1 do 15 m n.p.m.) Na południu kraju leży równina pływowa i jak sama nazwa wskazuje oddziałują na nią przypływy i odpływy morskie. Na samym południu kraju nad oceanem leży nizina nadbrzeżna, dominują tam osady morskie.
Drugi obszar fizycznogeograficzny to tzw. terasy plejstoceńskie, które występują na terenie równin zalewowych. W Bangladeszu wyróżnia się Terasę Madhupur, położoną pomiędzy Jamuną a Starą Brahmaputrą; Terasa Barind, która jest bardziej rozległa i bardziej rozczłonkowana, rozciąga się na zachód od Madhupuru.
Trzeci obszar to leżące na południowym wschodzie Góry Czatgańskie. Góry to są rozległymi, południkowo rozciągniętymi pasmami porozcinanymi dolinami rzek. Owe tereny zajmują niewielki procent powierzchni kraju. Góry Czatgańskie stanowią część większego pasma azjatyckich alpidów – Gór Zachodniobirmańskich. Najwyższym szczytem kraju jest Mowduk Mual o wysokości 1003 m n.p.m.

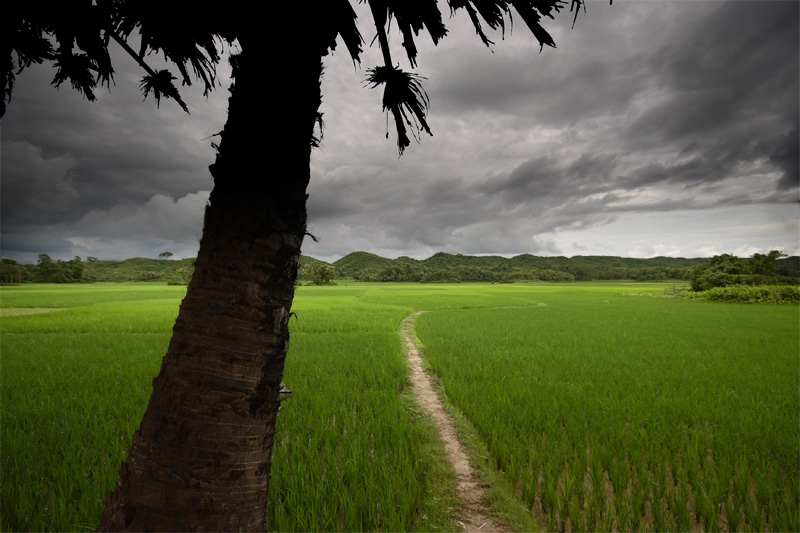
Nizinny krajobraz Bangladeszu z niewielkimi wzgórzami w tle

## Klimat
Bangladesz leży w strefie klimatu zwrotnikowego wilgotnego, gdzie na ruchy mas powietrza mają wpływ wiatry monsunowe. To właśnie one mają istotny wpływ na kształtowanie się warunków pogodowych, jakie panują w Bangladeszu. Pomimo położenia geograficznego i obecności ogromnej masy lądowej Azji, klimat jest bardzo wilgotny, czego właśnie przyczyną są monsuny, jak i sama obecność oceanu.
Kraj cechuje się zróżnicowanie klimatycznym, co oznacza, że w kraju występują odmiany klimatu zwrotnikowego. Średnia wartość termiczna dla całego kraju to 20 °C w styczniu i 28–30 °C w maju. Opady zaś wahają się od 1800 do 3000 mm rocznie.
Klimat gorący i wilgotny występuje w południowej i południowo-wschodniej części kraju. Charakteryzuje on wysokimi rocznymi wartościami opadowymi od 2000 do 3575 mm. Średnie temperatury wynoszą w lecie 26–28 °C, w zimie 17–19 °C. Kolejną odmianą jest klimat typowo wilgotny, występujący w północnej i w północno-wschodniej części kraju. Obszary te posiadają cechy pogodowe zbliżone do równikowych. Obfite deszcze osiągają wartości 3500 mm rocznie, a nawet więcej. Podobnie jest z temperaturami, gdzie te nie cechują się wysokimi amplitudami rocznymi. Od 21 °C zimą do 30 °C latem. Klimat umiarkowanie wilgotny występuje w centralnej części kraju. Średnie wartości opadowe są niższe i wahają się od 1400 do 2000 mm rocznie. Lata są gorące, powyżej 30 °C, a zimy stosunkowo chłodne, średnie wartości oscylują w granicach 19 °C.
Inną ważną cechą jest zróżnicowany, ale regularny przebieg opadów rocznych. Minimum opadowe przypada na okres zimowy, kiedy to wiatry wieją z głębi kontynentu azjatyckiego, maksimum opadowe zaś występuje latem do października. Wtedy to wiejące z południa wiatry przynoszą gwałtowne ulewy, burze, a także rokrocznie cyklony tropikalne. Kraj także jest nawiedzany przez powodzie. Średnia ilość cyklonów to 10-15 rocznie od maja do listopada. Jednym z cyklonów o tragicznych skutkach miał miejsce jesienią 1970 roku, gdzie zginęło wówczas około 300 tysięcy ludzi.

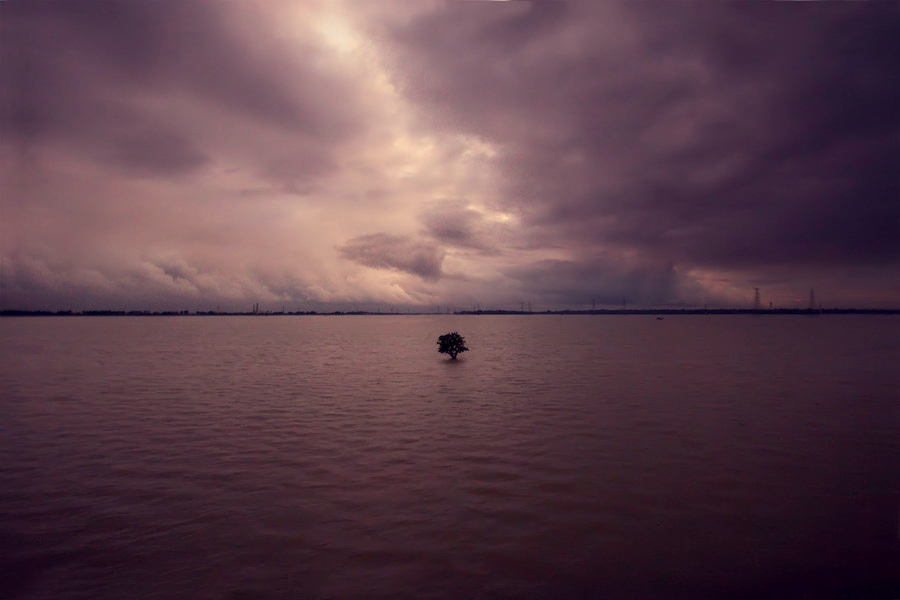
Tereny równin zalewowych w czasie monsumu letniego.

## Wody

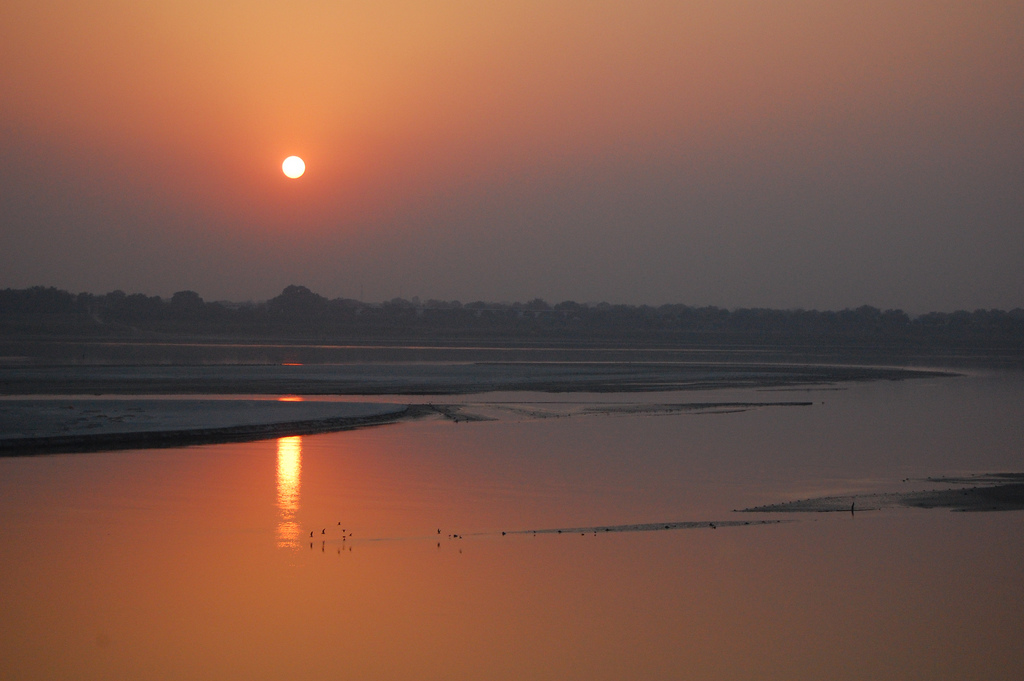
Ganges

Kraj cechuje się bardzo gęstą siecią rzek, co jest normalne w przypadku bardzo wilgotnego klimatu. Głównymi rzekami kraju są Ganges i Brahmaputra. Przez obszar aluwialnej niziny przepływa około 700 rzek i strumieni. Cały obszar Bangladeszu należy do zlewiska Oceanu Indyjskiego. W sieci rzecznej kraju wyróżnia się trzy główne rzeki:
- Brahmaputra, ma swe źródła w południowo-zachodniej części Wyżyny Tybetańskiej na wysokości 4864 m n.p.m. Wpływa na obszar Bangladeszu od północy
- Ganges, ma swe źródła w Himalajach na wysokości ponad 4500 m n.p.m. Ganges wypływa z lodowca jako rzeka Bhagirathi, gdzie wpływa na terytorium Bangladeszu od strony zachodniej.
- Surma (w dolnym odcinku Meghna) najdłuższa rzeka na terenie kraju (669 km). Płynie w północno-wschodniej części kraju i łączy się z Gangesem.

Poza tymi trzema w kraju istnieje rozległy obszar ujściowy zwany deltą Gangesu, gdzie łączą się rzeki Ganges i Brahmaputra, uchodząc następnie do Zatoki Bengalskiej, stanowiący największą deltę rzeczną świata. Na tym ogromnym terenie, zajmującym jedną czwartą powierzchni kraju licznie płyną rzeki, strumienie i kanały. Jest to najbardziej zasobny w wody powierzchniowe obszar na świecie. Z powodu wysokiej różnicy w ilości opadów pomiędzy latem a zimą, rzeki w kraju cechują się dużym zróżnicowanie przepływu. Dla przykładu Ganges, w okresie zimowym niesie 1500 m³/s, a latem nawet 56 tys. m³/s. Jego średni roczny przepływ wynosi około 11 tys. m³/s. Poza samymi deszczami monsunowymi przyczyną letnich wezbrań są topniejące wiosną w Tybecie i w Himalajach śniegi, które zasilają nie tylko sam Ganges, ale i m.in. Brahmaputrę.
Na całym obszarze Bangladeszu rzeki odgrywają ogromną rolę. Po pierwsze stanowią główne źródło wody dla rolnictwa, po drugie są głównymi arteriami komunikacyjnymi. Długość dróg wodnych, które są dostępne przez cały rok to 5100 km. Poza tym rzeki w kraju dostarczają ponad 800 tys. ton ryb.

## Gleby
W pokrywie glebowej Bangladeszu przeważają gleby aluwialne – fluwisole, zwane madami. Sporą część kraju zajmują także czerwone gleby ferralitowe, zaś na terenach górskich występują kambisole i inne płytkie gleby górskie.

## Flora
Pierwotnie obszar Bangladeszu był porośnięty lasami monsunowymi, obecnie są one mocno zdegradowane, a ich miejsce zajmują tereny rolnicze. Tereny Gór Czatgańskich porastają wilgotne lasy równikowe, zajmujące obszar około 4500 km². Występuje tam bogactwo gatunkowe drzew m.in. drzewo tekowe (Tectona grandis), które jest wykorzystywane w budownictwie. Do innych gatunków drzew należy telsur, mahoń, simul, oraz zarośla bambusów.
Południowo-zachodnią część delty Gangesu porastają lasy namorzynowe, które obejmują obszar ponad 5000 km². Dominującym gatunkiem drzew w tych lasach jest sundari, którego drzewostan zajmuje niemal trzy czwarte całego ekosystemu lasów namorzynowych. Do innych gatunków należy gewa, keora oraz nipa. Las namorzynowy dostarcza miękkiego drewna do produkcji papieru. Lasy namorzynowe w Bangladeszu stanowią największe skupisko na świecie. Poza lasami w strefie nadbrzeżnej rośnie wszelka roślinność bagienna.
Mimo korzystnego klimatu w wyniku rabunkowej gospodarki człowieka, lasy w Bangladeszu zajmują jedynie 14% powierzchni kraju, skupiają się one głównie na terenach górskich w południowo-wschodniej części, a także na południu kraju. Wnętrze Bangladeszu jest niemal bezleśne.

## Fauna
Świat zwierząt reprezentują gatunki Regionu Przednioindyjskiego. Wśród największych ssaków nielicznie występują słonie indyjskie, a także gaury, a poza nimi różne gatunki jeleniowatych jak np. sambar indyjski. Spośród drapieżników można spotkać lamparta i słynnego tygrysa bengalskiego, jednak liczebność tych kotów jest niewielka. Do naczelnych, które występują głównie w lasach na południowym wschodzie, należą makaki i langury.
Świat ptaków jest także bogaty, spośród których rozmiarami i ubarwieniem wyróżnia się dzioborożec wielki. W delcie Gangesu licznie występują różne gatunki ptaków wodnych i brodzących Z gadów w Bangladeszu występuje gawial gangesowy, a poza nim różne gatunki węży jak kobry i pytony.